# Trochaloschema armeniaca
Trochaloschema armeniaca är en skalbaggsart som beskrevs av Brenske 1897. Trochaloschema armeniaca ingår i släktet Trochaloschema och familjen Melolonthidae. Inga underarter finns listade i Catalogue of Life.